# Tămășasa, Hunedoara
Tămășasa este un sat în comuna Mărtinești din județul Hunedoara, Transilvania, România.

## Imagini

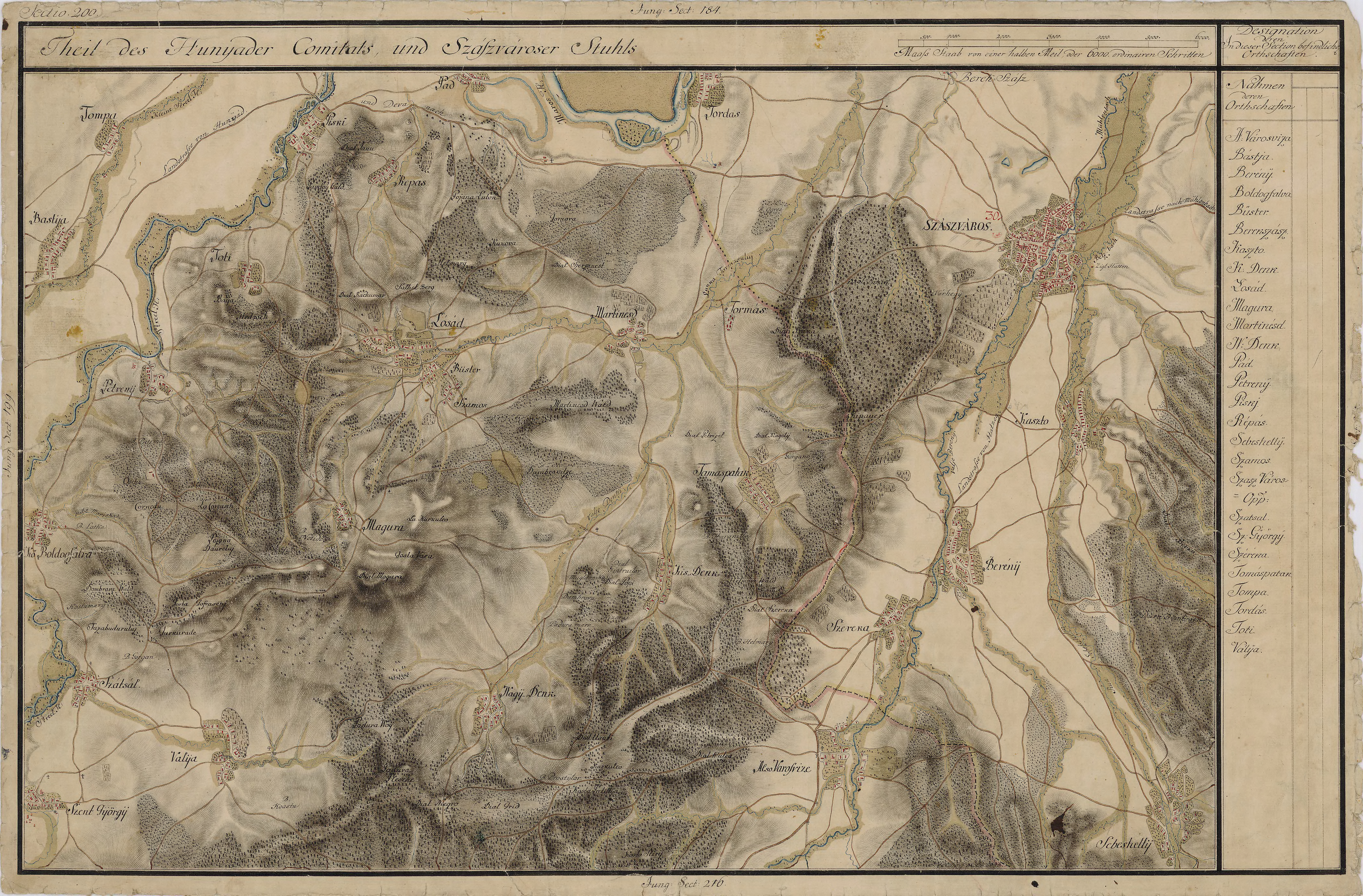
Tămășasa în Harta Iosefină a Transilvaniei, 1769-1773